# Bi-a và snooker tại Đại hội Thể thao Đông Nam Á 2017
Môn bi-a và snooker thi đấu tại Đại hội Thể thao Đông Nam Á 2017 ở Kuala Lumpur đang diễn ra tại Trung tâm hội nghị Kuala Lumpur ở Trung tâm Thành phố Kuala Lumpur.
Đại hội năm 2017 tham gia thi đấu trong 7 nội dung (6 nội dung dành cho nam và 1 nội dung dành cho nữ).

## Các nội dung
Các nội dung sau đây sẽ được tranh luận:
| - Bida Anh đơn (nam) - Bida Anh đôi (nam) - Pool 9 bi đơn (nam và nữ) - Pool 9 bi đôi (nam) - Snooker đơn (nam) - Snooker đôi (nam) |

## Tham dự

### Các quốc gia tham dự
- Brunei
- Campuchia
- Indonesia
- Lào
- Malaysia
- Myanmar
- Philippines
- Singapore
- Thái Lan
- Đông Timor
- Việt Nam

## Tóm tắt huy chương

### Bảng huy chương
Quốc gia chủ nhà
| 1       | Singapore (SIN)   | 3 | 0 | 1  | 4  |
| 2       | Philippines (PHI) | 2 | 1 | 2  | 5  |
| 3       | Thái Lan (THA)    | 1 | 2 | 1  | 4  |
| 4       | Lào (LAO)         | 1 | 0 | 1  | 2  |
| 5       | Myanmar (MYA)     | 0 | 3 | 3  | 6  |
| 6       | Việt Nam (VIE)    | 0 | 1 | 2  | 3  |
| 7       | Malaysia (MAS)    | 0 | 0 | 2  | 2  |
| 8       | Indonesia (INA)   | 0 | 0 | 1  | 1  |
| Tổng số | Tổng số           | 7 | 7 | 13 | 27 |

### Nam
| Bida Anh đơn  | Peter Edward Gilchrist · Singapore                                | Chit Ko Ko · Myanmar                                  | Praprut Chaithanasakun · Thái Lan                              |  |  |  |
| Bida Anh đơn  | Peter Edward Gilchrist · Singapore                                | Chit Ko Ko · Myanmar                                  | Nay Thway Oo · Myanmar                                         |  |  |  |
| Bida Anh đôi  | Thái Lan (THA) · Praprut Chaithanasakun · Thawat Sujaritthurakarn | Myanmar (MYA) · Aung Htay · Min Si Thu Tun            | Singapore (SGP) · Peter Edward Gilchrist · Glenn Yeo Teck Shin |  |  |  |
| Bida Anh đôi  | Thái Lan (THA) · Praprut Chaithanasakun · Thawat Sujaritthurakarn | Myanmar (MYA) · Aung Htay · Min Si Thu Tun            | Việt Nam (VIE) · Nguyễn Thanh Bình · Trần Lê Anh Tuấn          |  |  |  |
|               |                                                                   |                                                       |                                                                |  |  |  |
| Pool 9 bi đơn | Carlo Biado · Philippines                                         | Dương Quốc Hoàng · Việt Nam                           | Nguyễn Anh Tuấn · Việt Nam                                     |  |  |  |
| Pool 9 bi đơn | Carlo Biado · Philippines                                         | Dương Quốc Hoàng · Việt Nam                           | Johann Chua · Philippines                                      |  |  |  |
| Pool 9 bi đôi | Singapore (SGP) · Toh Lian Han · Aloysius Yapp                    | Myanmar (MYA) · Maung Maung · Aung Moe Thu            | Philippines (PHI) · Warren Kiamco · Dennis Orcollo             |  |  |  |
| Pool 9 bi đôi | Singapore (SGP) · Toh Lian Han · Aloysius Yapp                    | Myanmar (MYA) · Maung Maung · Aung Moe Thu            | Indonesia (INA) · Arun · Jefry Zen                             |  |  |  |
|               |                                                                   |                                                       |                                                                |  |  |  |
| Snooker đơn   | Siththideth Sakbieng · Lào                                        | Phaitoon Phonbun · Thái Lan                           | Suriya Minalavong · Lào                                        |  |  |  |
| Snooker đơn   | Siththideth Sakbieng · Lào                                        | Phaitoon Phonbun · Thái Lan                           | Ko Htet · Myanmar                                              |  |  |  |
| Snooker đôi   | Singapore (SGP) · Chan Keng Kwang · Tey Choon Kiat                | Thái Lan (THA) · Issara Kachaiwong · Phaitoon Phonbun | Malaysia (MAS) · Moh Keen Hoo · Thor Chuan Leong               |  |  |  |
| Snooker đôi   | Singapore (SGP) · Chan Keng Kwang · Tey Choon Kiat                | Thái Lan (THA) · Issara Kachaiwong · Phaitoon Phonbun | Myanmar (MYA) · Aung Phyo · Ko Htet                            |  |  |  |

### Nữ
| Nội dung      | Vàng                         | Bạc                        | Đồng                         |
| ------------- | ---------------------------- | -------------------------- | ---------------------------- |
| Pool 9 bi đơn | Chezka Centeno · Philippines | Rubilen Amit · Philippines | Klaudia Djajalie · Malaysia  |
| Pool 9 bi đơn | Chezka Centeno · Philippines | Rubilen Amit · Philippines | Suhana Dewi Sabtu · Malaysia |